# Artcore
Artcore is een subgenre binnen de elektronische muziek dat zich kenmerkt door het combineren van snelle breakbeats met melodieuze en vaak orkestrale elementen. De stijl vindt zijn oorsprong in de hardcore house en drum-'n-bass en wordt gekenmerkt door een sterkere nadruk op sfeer en muzikaliteit dan op agressie of intensiteit.

## Geschiedenis
De term 'artcore' werd halverwege de jaren 90 gebruikt binnen de Nederlandse hardcore-scene om een melodieuzere benadering van het genre aan te duiden. Verschillende producenten experimenteerden in die periode met atmosferische en muzikale invloeden binnen een hardcorestructuur.
Onafhankelijk daarvan werd het begrip 'artcore' begin jaren 00 ook gebruikt binnen de Japanse dōjin-muziekscene. De track Narcissus at Oasis van Ryu*, uitgebracht in de arcadegame Beatmania IIDX 10th Style (2004), geldt als een van de eerste werken waarbij de term daar werd toegepast. Rond 2009 kreeg het genre meer bekendheid binnen de dōjin-wereld, mede door het werk van componisten als onoken en An (AcuticNotes). Sindsdien heeft het genre zich verder ontwikkeld, voornamelijk binnen online muziekgemeenschappen en onafhankelijke releases.
De term werd op verschillende momenten en in verschillende contexten gebruikt om melodieuzere vormen van elektronische muziek aan te duiden. In Nederland gebeurde dit binnen de hardcore- en gabberscene van de jaren 1990, met behoud van zware ritmes en directe energie. In Japan ontstond vanaf de jaren 2000 een andere invulling binnen de dōjin-scene, waar de nadruk lag op atmosferische drum-'n-bass.

## Bekende artiesten

### Nederland (jaren 90)
- DJ Ruffneck
- Knightvision
- DJ Predator

### Japan (vanaf jaren 00)
- xi
- An (AcuticNotes)
- Feryquitous
- onoken
- ARForest
- Lunatic Sounds
- a_hisa
- Sakuzyo
- wa.
- sasakure.UK

## Voorbeeldstukken
- Juggernaut – Ruffneck Rules the Artcore Scene!!! (1997)
- Felys – onoken (2003)
- TearVid – An (2013)
- Dstorv – Feryquitous (2016)
- Dysthymia – a_hisa (2017)